# Джаки Аркльов
Джаки Бани Аркльов (на шведски: Jackie Banny Arklöv) е шведски неонацист, убиец и бивш наемник във войната в Югославия.

## Ранен живот
Роден на 6 юни 1973 г. в Либерия, Африка. Майка му е чернокожа, а баща му е бял.
На 3-годишна възраст е осиновен от шведско семейство от малко селце в Северна Швеция. Развива силен интерес към нацизма и Втората световна война.
По-късно се присъединява към неонацистка организация и става неин активен привърженик.

## Босна
По време на войната в Югославия се записва като наемник на страната на хърватите. Едва 19-годишен е обвинен във военни престъпления и по специално в измъчване на босненски военнопленници.
След войната е осъден да лежи 13 години в босненски затвор. Предвид младостта му, присъдата е намалена на 8 години. Изкарва само 1 година в босненски затвор, след което по инициатива на Червения кръст е преместен в Швеция чрез обмен на затворници.

## Полицейски убийства
Тони Олсон – известен шведски неонацист (излежащ доживотна присъда заради случая с полицейските убийства от 1999), се свързва с Аркльов и остава впечатлен от военния му опит.
По късно Аркльов, заедно с Тони Олсон и Андрес Акселскон, основават Националистическата републиканска армия. Заедно открадват 2 милиона шведски крони, участват в престрелка с полицията, при която загиват 2 полицаи. Аркльов е заловен и осъден, получавайки доживотна присъда.

## В затвора
Излежава присъдата си в шведския затвор в Кумла, който минава за един от най-строгите и сигурни затвори в страната. В затвора се изявява като художник и окончателно се отказва от нацистките си възгледи. Дори установява контакт с „Изход“ (шведско-германска анти-нацистка организация).

## Цитати
„Опитвах се да намеря обяснения... Искам да кажа, сигурен съм, че съм луд по войната, но това не означава, че съм психопат. Обичам битките и честното убийство.“